# Hypnosoma pallidum
Hypnosoma pallidum är en mångfotingart som beskrevs av Ribaut 1952. Hypnosoma pallidum ingår i släktet Hypnosoma och familjen Vandeleumatidae. Inga underarter finns listade i Catalogue of Life.